# Carmen Pettoello Morrone
Carmen Pettoello Morrone (Ravenna, ...) è una scrittrice italiana.

## Biografia
Carmen Pettoello Morrone è nata a Ravenna da genitori calabresi e ha trascorso l'adolescenza a Cuneo e a Pinerolo. Ha frequentato l'università a Milano, dove ha conseguito la laurea in materie letterarie e successivamente ha iniziato l'attività di insegnante nelle scuole medie inferiori. Dopo il successo dei suoi primi romanzi, indirizzati ad un pubblico di ragazzi, ha abbandonato l'insegnamento per dedicarsi pienamente alla scrittura, attività che ha portato avanti assieme all'hobby della pittura.
Il suo maggiore successo è il romanzo del 1975 Scappa Bouc, scappa!, sull'amicizia tra un ragazzino e uno stambecco nel Parco Nazionale del Gran Paradiso, che le è valso il Premio Olga Visentini di letteratura per ragazzi e ha avuto numerose edizioni, anche scolastiche. Il romanzo del 1982 Tutti figli di Dio è ispirato alla sua esperienza di insegnante nelle scuole di periferia.

## Opere
- Carmen Pettoello Morrone, L'angelo distratto, collana Libri belli 38, Milano, Fabbri, 1963.
- Carmen Pettoello Morrone, Il diario di Paoletta, Milano, La sorgente, 1969.
- Carmen Pettoello Morrone, Hanno rapito Nico, Milano, La sorgente, 1971.
- Carmen Pettoello Morrone, Conta fino a cento, Laura!, collana Messaggi d'oggi, Azzate, Varesina grafica editrice, 1972.
- Carmen Pettoello Morrone, Voglia di vincere, collana Teen ager, Milano, La sorgente, 1973.
- Carmen Pettoello Morrone, La spilungona, collana Nuove bimbe 28, Milano, La sorgente, 1973.
- Carmen Pettoello Morrone, Scappa Bouc, scappa!, Rizzoli, 1975.
- Carmen Pettoello Morrone, Tutti figli di Dio, Milano, Rizzoli, 1977.
- Carmen Pettoello Morrone, Società anti-mala, Milano, AMZ, 1977.
- Carmen Pettoello Morrone, Pronto...Laura? Pronto...Marco?, Milano, La sorgente, 1980.
- Carmen Pettoello Morrone, Noi come tutti, Milano, La sorgente, 1985.
- Carmen Pettoello Morrone, Avventure del piccolo detective, collana Fette di Melone, Firenze, Sansoni per la scuola, 1994, ISBN 88-383-1569-8.